# Бенц, Мелитта
Мелитта Бенц (нем. Melitta Bentz, урожд. Амалия Августа Мелитта Либшер нем. Amalie Auguste Melitta Liebscher; 31 января 1873, Дрезден — 29 июня 1950, Хольцхаузен, Порта-Вестфалика) — немецкая домохозяйка и предпринимательница, изобретатель бумажного фильтра для кофе, а также основательница компании M. Bentz.

## Биография

### Семья
Мелитта Бенц родилась 31 января 1873 года в семье издателя в Дрездене. О ней говорили как об «очень приятной девушке», доброй души, полной энергии, и не боящейся трудностей. Её предки владели пивоварней в Саксонии. Позже Мелитта вышла замуж за Хуго Бенца (родился 20 апреля 1873 в Клаусталь-Целлерфельде, умер 28 января 1946 года в Миндене), менеджера департамента Дрездена.
25 октября 1899 родился сын Мелитты и Хуго Бенц — Вилли, а 27 мая 1904 на свет появился их второй сын — Хорст Бенц.

### Первое изобретение
Большая любительница кофе Мелитта Бенц не могла смириться с тем, что последний глоток из чашки содержал всегда больше кофейной гущи, чем кофе, тогда ей в голову пришла идея, как можно отделить кофейную гущу, остающуюся на дне кружки, при помощи бумажного фильтра. Она продырявила дно в латунной кастрюльке и положила туда промокательную бумагу из школьной тетради её старшего сына; фильтр для кофе был изобретён. 20 июня 1908 года она получила патент на своё изобретение как на полезную модель.

### Семейный бизнес

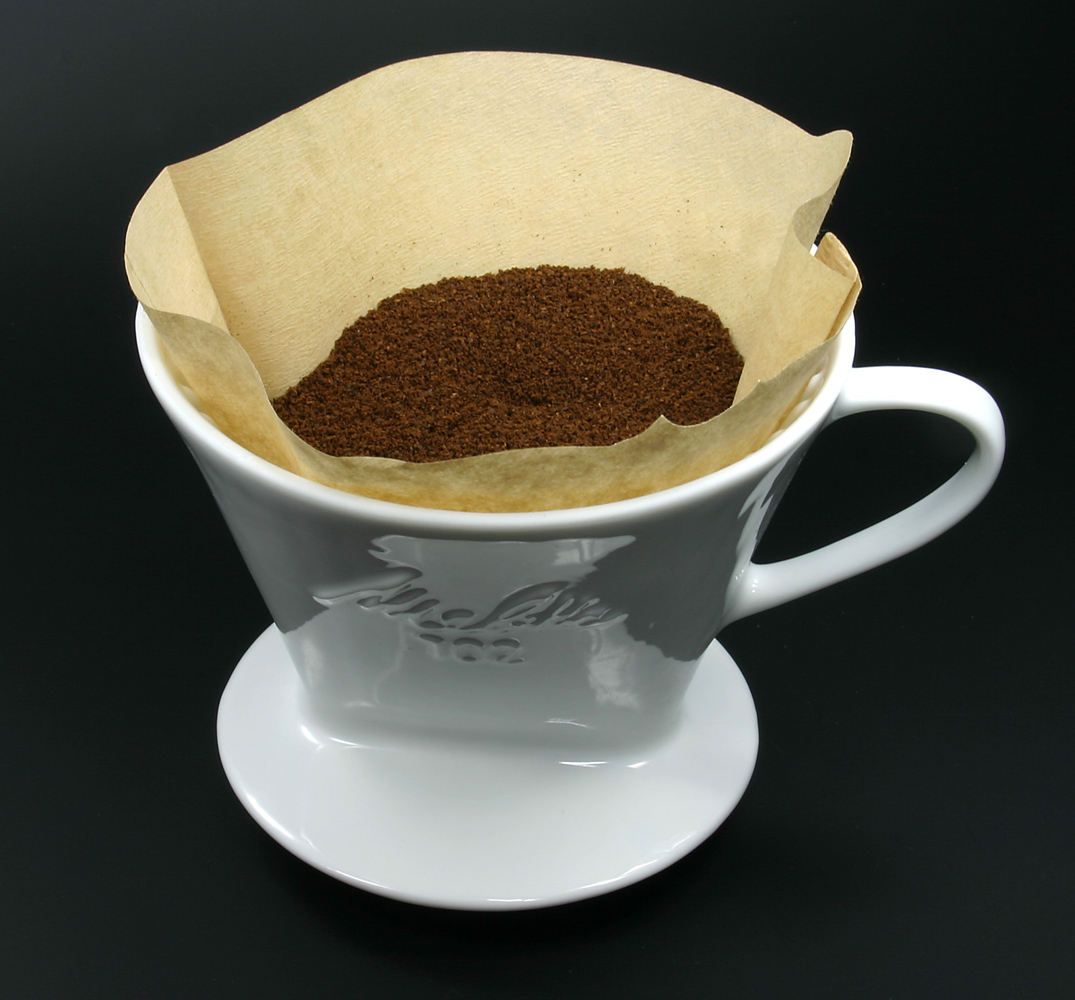
Бумажный фильтр

Вскоре после официального оформления изобретение дало начало компании M.Bentz, открытой Мелиттой совместно с её супругом Хуго с начальным капиталом в 72 пфеннига (меньше одной немецкой марки). 15 декабря 1908 года компания была зарегистрирована в реестре торговых фирм Дрездена.
Первыми сотрудниками компании Бенц были её же родные — муж и сыновья. Первое производство было организовано на восьми квадратных метрах небольшой комнаты в её квартире. Вскоре супруг ушел с работы и нанял нескольких служащих. Семья сама организовывала производство и продажи фильтров для кофе: сыновья возили бумагу, супруг демонстрировал фильтровальный способ в окне их квартиры. В это же время сама Мелитта подогревала интерес к напитку среди своих друзей: звала на кофейные завтраки и демонстрировала «идеальное наслаждение от кофе». Мелитта также была администратором всего процесса производства.
Сравнительно небольшой масштаб операций не помешал фрау Бенц добиться впечатляющих результатов. В 1910 году компания выиграла золотую медаль на Международной выставке здравоохранения и серебряную медаль Союза саксонских рестораторов.
С тех пор развитие компании было стремительным. Название компании M. Bentz было изменено Вилли Бенцем в 1923 на «Bentz&Sohn», и только в 1932 году компания стала называться именем своей основательницы — Melitta. Второе поколение владельцев (внуки г-жи Мелитты Бенц) сделали ставку на мировую экспансию. Компания Melitta не только завоевала сегмент кофе-фильтров и фильтровальной бумаги в Германии, но также уделяла внимание коммерческой политике в других странах. Огромные инвестиции и амбиции владельцев привели к результату: компания Melitta стала производить не только фильтры для кофе, но и аксессуары для дома, кофеварки и самые современные кофемашины.
В 1989 году компания Melitta учредила премию Мелитты Бенц, известную под двумя названиями: «Премия Мелитты Бенц за женские достижения» и «Премия Мелитты Бенц женщинам, трудящимся в области инноваций и изобретательства», которая призвана признать и поощрить женское лидерство, амбиции и смелость.